# Птолемей Керавн
Птолеме́й Кера́вн (Мо́лния) (др.-греч. Πτολεμαῖος Κεραυνός; около 319—279 гг. до н. э.) — царь Македонии в 281—279 годах до н. э. сын египетского царя Птолемея I Сотера. Прозвище Керавн («Молния») получил за готовность к неожиданным и смелым поступкам. Как старший сын он должен был унаследовать от отца власть над Египтом, но тот передал власть другому сыну (285 год до н. э.). Тогда Керавн отправился к царю Фракии и Македонии Лисимаху. Когда последний казнил своего сына, зятя Керавна, Птолемей бежал к Селевку I и помог ему победить Лисимаха и завоевать его царство. В начале 281 года до н. э. Керавн убил Селевка, заручился поддержкой его армии и жителей Кассандрии и стал новым царём Македонии. Он заключил союз с Египтом и Эпиром, разбил ещё одного претендента на царскую власть Антигона Гоната. Однако в 279 году до н. э. в Македонию вторглись галаты, и Птолемей погиб в сражении с ними.
Античные авторы видели в Керавне предателя и вероломного убийцу, понёсшего в конце концов заслуженную кару.

## Биография

### Происхождение
Птолемей Керавн принадлежал по рождению к высшей македонской аристократии. Его отцом был один из диадохов Александра Птолемей Лагид, который при распаде империи установил свою власть над Египтом и рядом прилегающих территорий, а с 306/305 года до н. э. носил царский титул. Этот монарх был женат трижды и имел множество детей. Керавн был старшим сыном от второй жены — Эвридики, дочери Антипатра, который был регентом империи в 321—319 годах до н. э. В том же браке родились ещё один сын, предположительно Мелеагр, и две дочери: Лисандра, жена царя Македонии Александра V и сына Лисимаха Агафокла, и Птолемаида, жена Деметрия Полиоркета. Позже Птолемей Лагид женился на Беренике, которая родила ему ещё одного сына (тоже Птолемея) и двух дочерей, Арсиною (жену Лисимаха) и Филотеру.

### Ранние годы
Дата рождения Керавна неизвестна. Его родители поженились в промежутке между договором в Трипарадисе (321 год до н. э.) и смертью Антипатра (319 год до н. э.), он был старшим ребёнком, а в 316 году до н. э. уже родилась первая дочь Птолемея Лагида от Береники; исходя из этих данных, исследователи предположительно датируют появление Керавна на свет 319 годом до н. э. О первых 30 с лишним годах его жизни сохранившиеся источники не сообщают ничего. Однако известно, что в 281 году до н. э. Птолемей выдал свою дочь за Пирра Эпирского, а значит, около 300/295 года до н. э. он сам вступил в свой первый брак. Именно на эти годы приходится сближение Птолемея Лагида с царём Фракии Лисимахом, и поэтому существует гипотеза, что женой Керавна стала дочь этого правителя, неизвестная по имени.
По закону первородства, Керавн должен был унаследовать от отца власть над Египтом. Но Птолемей I в старости больше любил сына от Береники, а потому после долгих колебаний и совещаний с приближёнными именно его объявил своим соправителем и наследником (в 285 году до н. э.). Предположительно ещё при жизни отца Керавн вместе с матерью и, возможно, с братьями уехал из Египта в «почётную ссылку» на Балканы к своей сестре Лисандре — тогда жене Агафокла, наследника царя Лисимаха. Сам царь, правивший к тому времени и Фракией, и Македонией, был женат вторым браком на Арсиное, единокровной сестре Керавна. Она подговорила мужа убить Агафокла, чтобы её дети стали наследниками престола. Согласно Мемнону Гераклейскому, после неудачной попытки отравить царевича его бросили в тюрьму, где он был убит Птолемеем Керавном; Иоганн Дройзен принял это свидетельство на веру, но современные учёные полагают, что Мемнон ошибся и что убийцей Агафокла стал его единокровный брат Птолемей Эпигон.
После этих событий Керавн вместе со своей сестрой Лисандрой отправился к ещё одному диадоху, Селевку I. Последний использовал это как повод, чтобы развязать новую войну: Птолемею он пообещал, что завоюет для него египетский престол, а сам двинул армию в малоазийские владения Лисимаха. В решающей битве при Курупедионе в начале 281 года до н. э. Лисимах потерпел поражение и погиб. Победитель переправился через Геллеспонт, чтобы завоевать Македонию, но близ города Лисимахия Керавн, царский «друг и гость», неожиданно напал на Селевка и убил его. Один из источников рассказывает, что Птолемей вонзил меч в спину царю, когда тот рассматривал алтарь, воздвигнутый, согласно легенде, аргонавтами. Произошло это между 26 августа и 25 сентября 281 года до н. э.
Совершив это убийство, Птолемей в одиночку отправился в Лисимахию. Там он объявил горожанам, что отомстил за Лисимаха, и был провозглашён царём. Потом он отправился к войску Селевка, которое перешло на его сторону.

### Царь Македонии
В начале своего правления Птолемей столкнулся с целым рядом врагов, которые также претендовали на власть над Македонией, но смог их всех нейтрализовать — военными или дипломатическими путями. Осенью 281 года до н. э. он написал письмо Птолемею II, в котором отказывался от притязаний на египетский трон. Согласно версии российского историка Михаила Ростовцева, Керавн отправил брату в качестве заложника, ранее схваченого им, сына Лисимаха — Александра. Антигон Гонат, сын правившего какое-то время Македонией Деметрия Полиоркета, вторгся было в Македонию, но потерпел поражение в морской битве. Чтобы обезопасить себя от мести Антиоха I (сына Селевка), Керавн заключил союз с малоазийскими правителями. Зимой—весной 280 года до н. э. он сделал своим союзником Пирра Эпирского, выдав за него свою дочь. Пирр тогда готовился к войне с Римом, и Птолемей дал ему пять тысяч пехотинцев, четыре тысячи всадников и пятьдесят боевых слонов сроком не более чем на два года, а взамен стал «хранителем» Эпира в отсутствие царя.

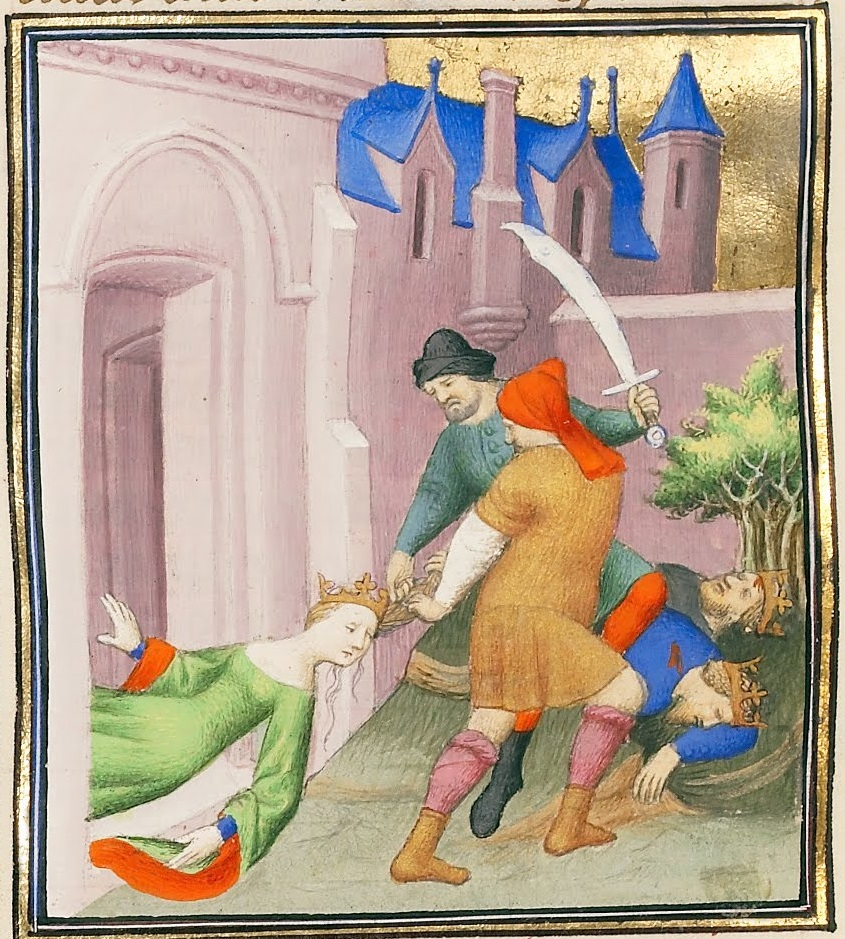
Резня детей Арсинои. Миниатюра XV века.

Разобравшись с внешними врагами, Птолемей приступил к упрочению своей власти внутри страны. В самой Македонии он встретил сопротивление только в Кассандрии, где укрылась Арсиноя, вдова Лисимаха и единокровная сестра Керавна. Чтобы взять этот укреплённый город, царь решил прибегнуть к хитрости. Он предложил Арсиное стать его женой и пообещал управлять страной совместно с её сыновьями. В присутствии посла Арсинои Диона Птолемей поклялся в своих добрых намерениях в храме Зевса. Царица, несмотря на протесты старшего сына, Птолемея Эпигона, поверила брату; она стала женой Керавна и пригласила его в Кассандрию, но он, как только вошёл в город, приказал занять крепость и убить детей Арсинои, а её саму отправил в изгнание на Самофракию. Царевичи Лисимах и Филипп были убиты на глазах у матери, но старший сын Арсинои, Птолемей Эпигон, смог спастись. Он начал войну против Керавна при поддержке дарданского царя Монуния, но сохранившиеся источники ничего об этой войне не сообщают. Украинский историк Андрей Зелинский объяснял сохранение жизни Арсинои нежеланием Керавна сориться с её полнородным братом Птолемеем II, с которым македонский царь недавно заключил договор.

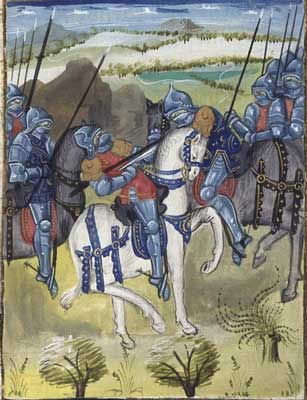
Смерть Птолемея Керавна. Рисунок из французского манускрипта XV века.

Зимой 280/279 года до н. э. в Македонию впервые в её истории вторглись передовые отряды галатов. Птолемей выступил с войском им навстречу, причём, согласно Помпею Трогу, он отказался от помощи, предложенной ему дарданцами. Враг предложил ему «мир, если он захочет его купить», но и этот вариант Керавн тоже отверг. В битве македоняне понесли полное поражение; царь был ранен и сброшен со слона. Галаты взяли его в плен и убили, а отрубленную голову насадили на копьё, чтобы пронести её перед строем.

### Семья
Имя и происхождение первой жены Керавна неизвестны; существует гипотеза, что это была дочь Лисимаха. В браке родилась дочь, которую зимой—весной 280 года до н. э. выдали замуж за Пирра Эпирского. Некоторые исследователи отвергают сам факт первого брака. Позже Птолемей женился на своей единокровной сестре Арсиное, которую вскоре после этого отправил в изгнание.

## Оценки личности и деятельности
Птолемей вошёл в историю под прозвищем Керавн (др.-греч. Κεραυνός), «Молния», как человек, «быстро решающийся на смелые поступки» или готовый к самым глупым безрассудствам. Павсаний, по-видимому, готов считать его носителем положительных качеств (например, смелости), но для других античных авторов это безусловно отрицательный персонаж. Убийство Птолемеем Селевка — это акт предательства, ещё более возмутительный, если учесть, что Селевк «из всех царей был человеком самым справедливым». Юстин, в своём изложении Помпея Трога, пишет о «нечестивом и коварном уме» Керавна и называет гибель в бою с галатами справедливой карой богов за «многие клятвопреступления и кровавые убийства родичей».
Многие исследователи следуют этим оценкам в своих работах, называя Керавна беспринципным политиком, готовым на всё для достижения своих целей, и в то же время человеком безрассудным. Звучат и другие мнения: о том, что в основе поступков Птолемея, которые кажутся необъяснимыми, мог лежать трезвый расчёт (как в случае с убийством Селевка); о том, что Керавн был порождением своей эпохи; о том, что он явно отличался умом и энергией.
Учёными высказывались разные версии касательно причин подтолкнувших Птолемея Керавна к убийству Селевка. Антиковед Томас Леншау считал что причиной стал договор между Селевком и Птолемеем II Филадельфом из-за которого Керавн понял что Селевк не намерен исполнять своё обещание сделать его правителем Египта. Карл Юлиус Белох обосновывал убийство разочарованием Керавна действиями Селевка и защитой интересов своей сестры Лисандры и её детей. Раз Селевк проигнорировал права Лисандры и её детей на наследие Лисимаха, то мог проигнорировать и права Керавна на Египет после его завоевания. Карл Фридрих Леманн-Гаупт считал возможность войны с Египтом маловероятной и что Керавн сам расчитывал стать правителем Македонии, но его планы были разрушены после того как Селевк провозгласил себя «царём македонян». На планы стать правителем Македонии указывает и то, что после убийства Селевка Керавн стал царём, а не регентом при племяннике. Историк Хайнц Хайнен указывал, что Лисандру и её детей могли убить разъярённые солдаты Селевка.